# Brachystele bracteosa
Brachystele bracteosa es una especie de orquídeas de hábito terrestre originaria de Brasil donde se encuentra en Río Grande do Sul en la Mata Atlántica.

## Taxonomía
Brachystele bracteosa fue descrita por Schlechter en Beihefte zum Botanischen Centralblatt 37(2): 372. 1920.
Etimología
Brachystele:  nombre genérico que proviene del griego brachys, corto, y estele, en la columna, en referencia al formato de la columna de sus flores.
bracteosa: epíteto latino que significa "con brácteas".
Sinónimos
- Gyrostachys bracteosa (Lindl.) Kuntze
- Neottia bracteosa (Lindl.) Steud.
- Spiranthes bracteosa Lindl.[5][6]